# 리퉁하오 (정치인)
리퉁하오(중국어 정체자: 李桐豪, 병음: Lî Tóngháo, 1955년 10월 7일 ~ )는 타이완의 정치인, 경제학자이다. 